# Пещера Ласко
Пещера Ласко́ или Ляско́ (фр. Grotte de Lascaux) во Франции — один из важнейших позднепалеолитических памятников по количеству, качеству и сохранности наскальных изображений. Иногда Ласко называют «Сикстинская капелла первобытной живописи». Живописные и гравированные рисунки, которые находятся там, не имеют точной датировки: они появились примерно 15—18 тысяч лет назад. Долгое время их приписывали древней мадленской культуре, но последние изыскания показали, что они скорее относятся к более ранней солютрейской культуре.

## География
Пещера находится в историческом регионе Франции Перигоре на территории коммуны Монтиньяк (департамент Дордонь), примерно в 40 км к юго-востоку от города Перигё. Она расположена на левом берегу реки Везер в известняковом холме. В отличие от многих других пещер региона, Ласко — относительно «сухая» пещера. Слой непроницаемого мрамора ограждает её от проникновения воды, препятствуя образованию кальцитовых отложений.

## История

### Открытие
Пещера была случайно открыта 12 сентября 1940 года четырьмя подростками. Они наткнулись на узкое отверстие, образовавшееся после падения сосны, в которую попала молния. Марсель Равида, Жак Марсаль, Жорж Аньель и Симон Коенка сообщили об этом открытии своему учителю Леону Лавалю.
Специалист по истории первобытного общества Анри Брейль, скрывавшийся в регионе во время немецкой оккупации, стал первым исследователем, посетившим пещеру Ласко 21 сентября 1940 года вместе с Жаном Буиссонни, Андре Шейнье, затем с Дени Пейрони и Анри Бегуэном. А. Брейль первым установил подлинность наскальных рисунков, описал и изучил их. С конца 1940 года он сделал множество измерений и провёл несколько месяцев на этом месте, изучая первобытную живопись, которую он отнёс к перигорской культуре.
Несколько лет А. Брейль провёл в Испании, Португалии и Южной Африке, а затем в 1949 году вернулся во Францию и начал раскопки Ласко вместе с Северином Бланом и Морисом Бургоном. Он рассчитывал найти там захоронение, но вместо этого открыл множество новых наскальных изображений. А. Брейль позже дал такое определение Ласко:
Если Альтамира — столица пещерной живописи, то Ласко её Версаль
С 1952 по 1963 годы по просьбе Брейля Андре Глори произвёл новые раскопки на поверхности площадью 120 м² и обнаружил 1433 изображения (сегодня[когда?] в описи числится 1900 наименований).
Затем наскальную живопись Ласко изучали Аннет Ламинг-Амперер, Андре Леруа-Гуран и с 1989 по 1999 годы — Норбер Ожуля.

### Классификация
Пещера Ласко была классифицирована как исторический памятник Франции практически сразу после её открытия, с 27 декабря 1940 года.
В октябре 1979 года Ласко вошла в список Всемирного наследия ЮНЕСКО в числе других доисторических стоянок и пещер с наскальной живописью в долине реки Везер.

### Туризм и проблемы сохранности

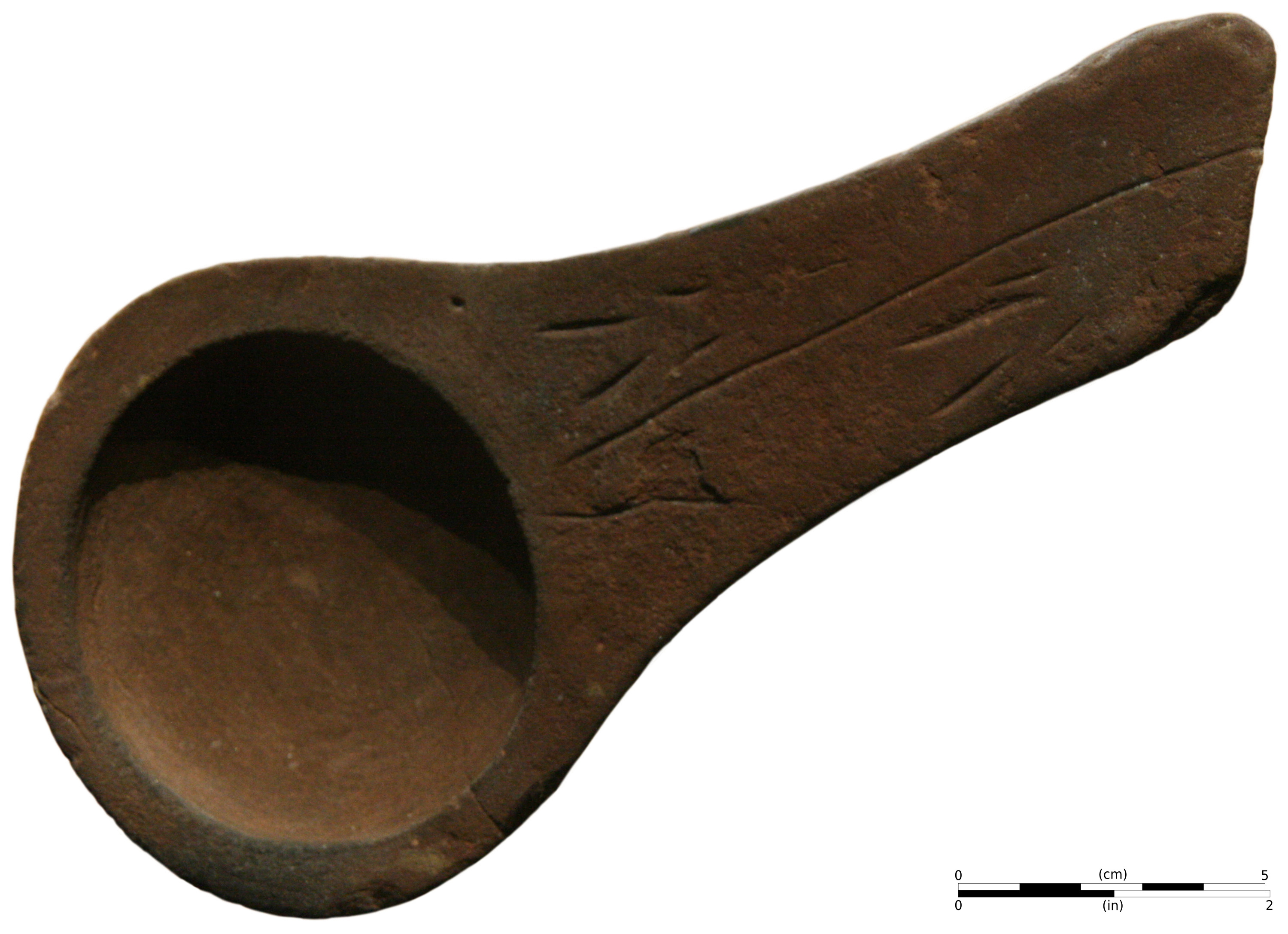
Доисторический инструмент, который обнаружил в Ласко археолог Андре Глори. Мадленская культура, около 15 тыс. лет назад

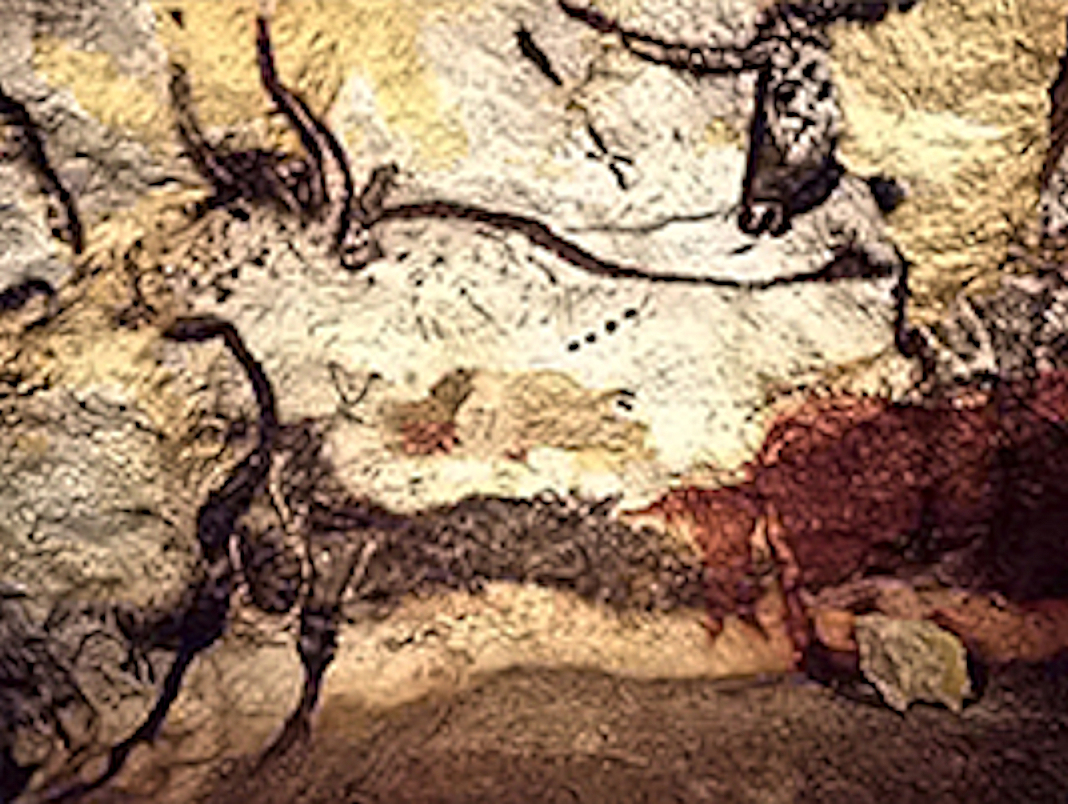

В 1948 году вход в пещеру был оборудован для туристических посещений, которых становилось с каждым днём всё больше и больше, и со временем они стали угрожать сохранности наскальных изображений. Были проведены серьёзные земляные работы, изменившие уровень и свойства грунтов в пещере. Кроме того, было установлено электрическое освещение и построена специальная лестница, чтобы упростить доступ в «зал быков». Вход в пещеру был закрыт тяжёлой бронзовой дверью.
В 1955 году были замечены первые признаки повреждения изображений. Они возникли из-за избытка углекислого газа, появившегося от дыхания посетителей. Углекислый газ и водяные испарения вступили в реакцию со стеклянистой корочкой кальцитных солей, покрывавшей изображения и защищавшей их как слой лака. В результате образовался хорошо растворимый гидрокарбонат кальция — Ca(HCO3)2, разъедающий и повреждающий наскальные рисунки. В 1957 году в Ласко установили первую систему, которая должна была восстанавливать атмосферу и стабилизировать температуру и влажность. Однако посещения продолжались, и количество туристов увеличилось до 1000 человек в день. В результате в день вырабатывалось около 2500 литров углекислого газа и около 50 кг водяных испарений, в то время как пещера имеет довольно маленький размер — около 1500 м³. А. Глори, который занимался в это время раскопками в Ласко, должен был работать по ночам, чтобы не мешать потоку посетителей.
В 1960 году в Ласко проявилась так называемая «зелёная болезнь»: избыток углекислого газа, слишком высокая температура и искусственное освещение стали причиной распространения колоний водорослей по стенам пещеры. Затем обогащение среды диоксидом углерода стало причиной «белой болезни», кальцитного покрова, который осел на стенах и на некоторых художественных произведениях. В 1963 году микроорганизмы продолжали быстро распространяться, несмотря на то, что была установлена система озоновой фильтрации. В апреле 1963-го Андре Мальро, министр по делам культуры, принял решение запретить доступ в Ласко для широкой публики.
С 1965 по 1967 годы системы, регулирующие тепловые и гигрометрические процессы, смогли, наконец, восстановить прежние условия циркуляции воздушных масс, которые ранее позволяли Ласко сохраняться на протяжении тысячелетий. Принцип этой статичной охлаждающей системы состоял в естественной конвекции для конденсации водяных испарений в определённом месте.
В начале 1970-х годов началось создание репродукции части пещеры. Она была открыта для широкой публики в 1983 и получила название Ласко II.
В 2000 году аппаратуру по управлению климатом в пещере заменили. Весной 2001 года Брюно Депла и Сандрин ван Солинь, служащие, уполномоченные следить за пещерой, заметили появление плесени в тамбуре пещеры. Грунт покрылся грибами Fusarium solani. Этот процесс был связан с установкой новой системы гидротермического регулирования. Штаммы Fusarium solani, появившиеся в пещере, были устойчивы к формальдегиду, который использовался десятилетиями для дезинфекции подошв обуви посетителей. Грибы распространились на изображения, которые вскоре были покрыты белым слоем грибницы. Гриб существовал в симбиозе с бактерией Pseudomonas fluorescens, которая сводила на нет используемый до тех пор фунгицид. Поэтому его стали комбинировать с антибиотиком.
В 2002 году министерство культуры создало «Международный исследовательский комитет по пещере Ласко», который должен был решить эту проблему. В 2006 году заражение было почти полностью подавлено, но каждые две недели специальная команда, одетая в защитные комбинезоны, должна вручную очищать стены от грибных волокон, так как они, несмотря ни на что, продолжают появляться вновь.
Пятнадцать лет активных туристических посещений нарушили хрупкий баланс, благодаря которому Ласко сохранялась на протяжении тысячелетий, и подвергли уникальные наскальные изображения опасности исчезновения.

## Описание пещеры

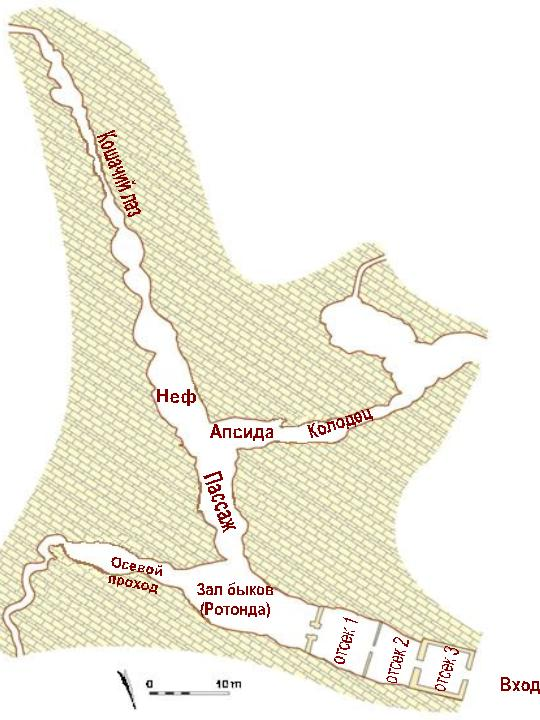
План пещеры Ласко

Пещера Ласко относительно небольшого размера: совокупность галерей имеет длину примерно в 250 м при средней высоте в 30 м. Расписанная часть пещеры находится в основном в верхней части системы.
Современный вход соответствует доисторическому, несмотря на то, что сейчас он снабжён системой тамбуров. Исконный вход должен был быть несколько длиннее, но потолок в древние времена там обрушился и образовал скат, по которому сейчас спускаются посетители пещеры.
Чтобы упростить описание, пещеру по традиции разделили на несколько зон, соответствующих залам и определённой цветовой гамме. Эти образные названия, которые существуют сейчас, предложил А. Брейль.
- Первый зал — это «зал быков» или «ротонда» (фр. salle des Taureaux, Rotonde): длина — 17 м, ширина — 6 м и высота — 7 м.
- «Зал быков» переходит в так называемый «осевой проход» (фр. Diverticule axial) — более узкую галерею, идущую в ту же сторону и примерно той же длины.
- Из «зала быков» справа от «осевого прохода» можно попасть в «пассаж» (фр. Passage) — галерею длиной в 1 м.
- За «пассажем» находится «неф» (фр. Nef), более высокий, длиной в 20 м.
- Сам «неф» переходит в часть, где нет наскальных изображений, а за ним находится «кошачий лаз» (фр. Diverticule des Félins) — узкий коридор длиной 20 м.
- «Апсида» (фр. Abside) — это круглый зал, который находится на востоке в месте соединения «пассажа» и «нефа».
- За «апсидой» находится «шахта» или «колодец» (фр. Puits). Чтобы попасть туда, необходимо спуститься на 4—5 м практически до начала нижней системы.

## Археологические открытия
Большая часть археологических открытий была сделана А. Глори во время оборудования тамбуров у входа в пещеру и самих залов, а затем при более методичных раскопках, особенно плодотворных в «шахте». В число сделанных археологических находок входят предметы, изготовленные из камня (403 орудия), из кости (28 орудий), растительного происхождения (113 фрагментов), украшения (10 раковин), многочисленные угольки и остатки красителей.
В «нефе» были найдены светильники, красящие вещества и остатки пищи. В «апсиде» также было найдено большое количество важных предметов: острия дротиков, скребки, резцы и светильники. В «шахте» были обнаружены остатки красящих веществ, острия дротиков, просверленные ракушки и светильники.
Было проведено изучение под электронным микроскопом красящих веществ, обнаруженных во время раскопок, и образцов, взятых с некоторых изображений. Чёрные красители соответствовали окиси марганца, а жёлтые, оранжевые и красные — окиси железа. Все они использовались в чистом виде без какого-либо добавления минеральных примесей и без тепловой обработки.

## Наскальные изображения

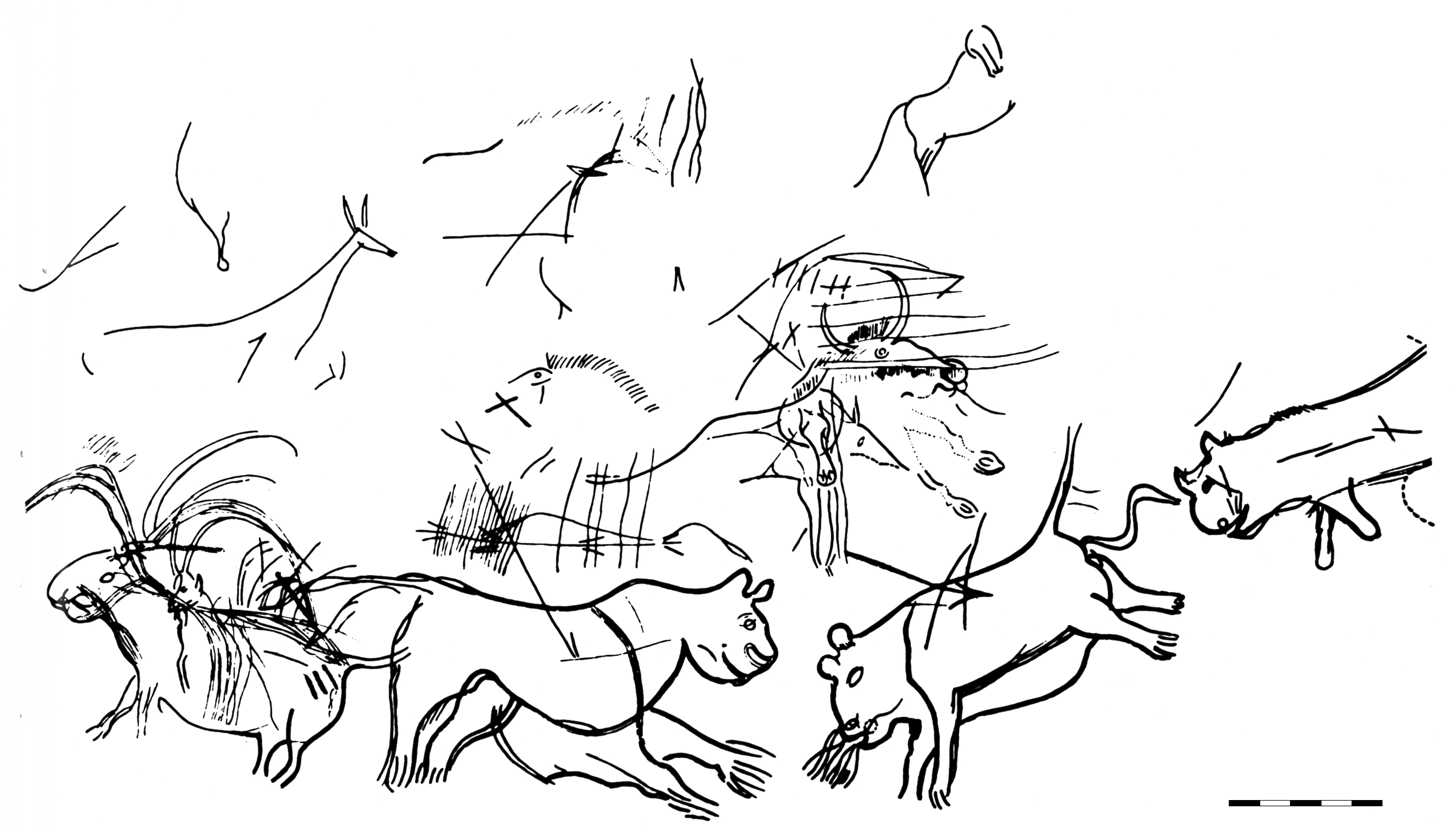
Сцена в «кошачьем лазе»

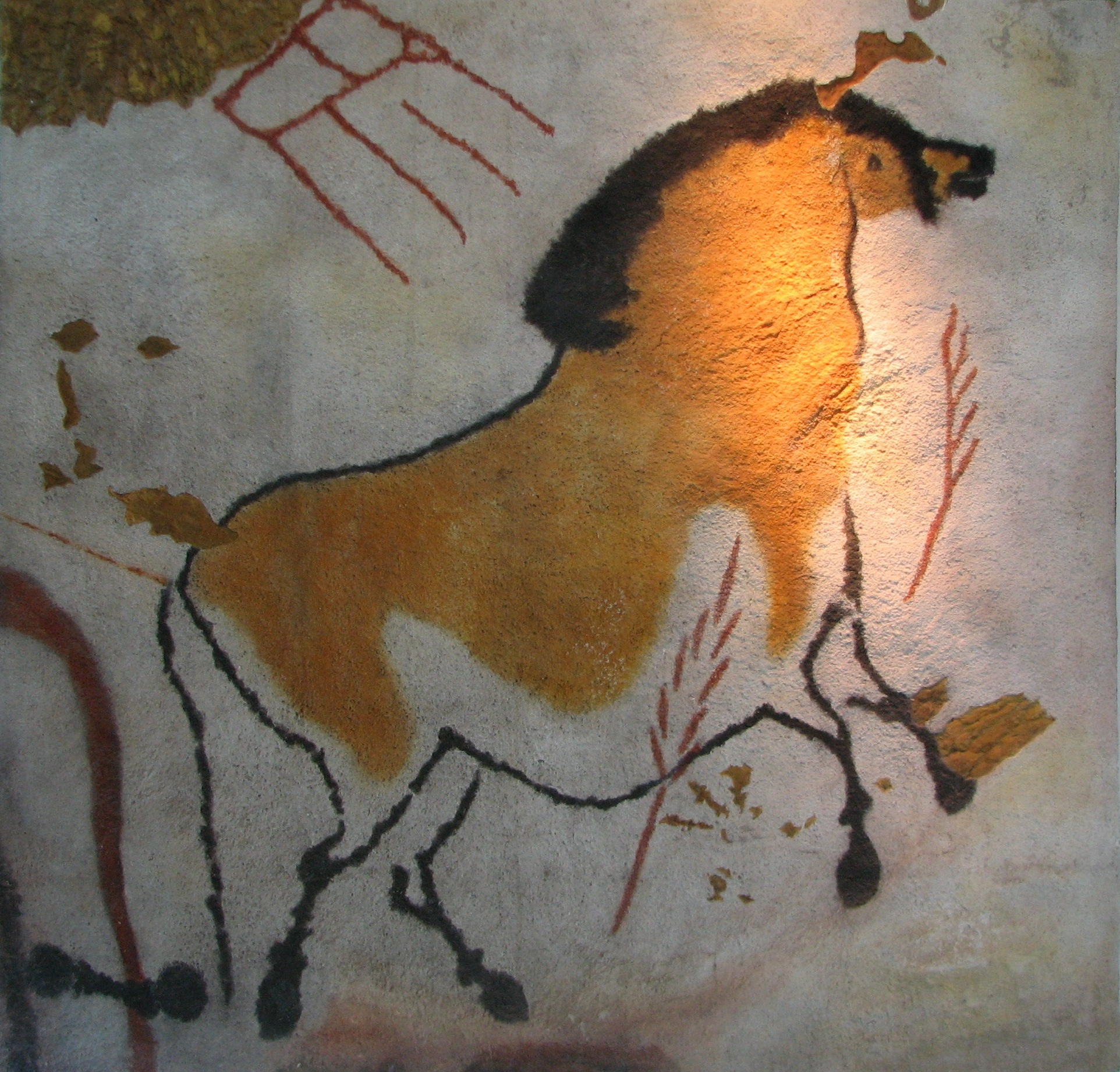

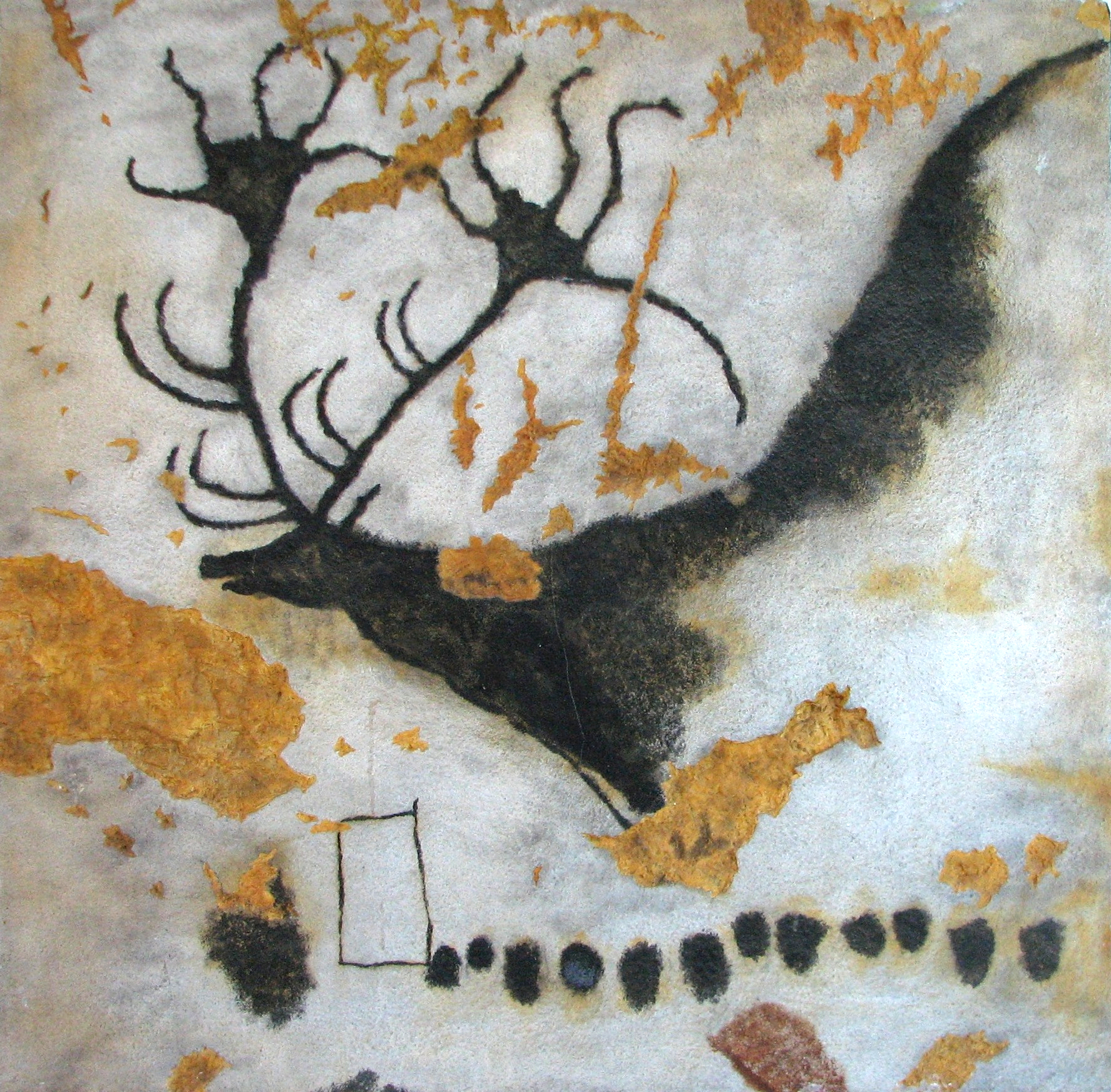

- В «зале быков» находится самая красочная композиция Ласко. Её кальцитные стены плохо подходили для гравировки, поэтому были украшены живописными изображениями внушительных размеров: некоторые из них достигают 5 м в длину.

Два ряда зубров расположены друг напротив друга, два с одной стороны и три с другой. Двум зубрам с северной стены сопутствуют десяток лошадей и большое загадочное животное, на лбу которого изображено нечто вроде рога, за что он и получил название «единорог». На южной стене три больших зубра изображены рядом с тремя маленькими (красного цвета), шестью оленями и одним медведем в пещере, нарисованным на животе одного из зубров и потому плохо различимым. Считается, что шесть точек над головой одного из зубров представляют собой изображения скопления Плеяд в созвездии Тельца.
- В «осевом проходе» также изображены быки и лошади, окружённые оленями и каменными баранами. На рисунке видна убегающая лошадь, нарисованная марганцевым мелком на высоте 2,5 м от уровня грунта. Некоторые животные изображены на потолке и будто перебегают с одной стены на другую. К этим изображениям, выполнение которых требовало строительства лесов, следует прибавить многочисленные знаки (палочки, точки и прямоугольники).
- В «пассаже» многие изображения были сильно повреждены, в особенности из-за движения воздушных масс.
- «Неф» насчитывает четыре группы фигур: отпечатки, чёрная корова, плавающие олени и пересекающиеся бизоны. Эти изображения дополнены многочисленными загадочными геометрическими символами, в том числе цветной плоскостью, разделённой на равные квадраты. А. Брейль назвал их «гербами». Существуют и другие гипотезы: например, что это ловушки для животных или шалаши или одежда из раскрашенных шкур.
- «Кошачий лаз» обязан своим именем изображению группы животных семейства кошачьих. Одно из них, судя по всему, метит территорию. В эту галерею довольно сложно попасть, но там можно увидеть гравировки диких животных, выполненных в довольно примитивном стиле. В том числе там есть лошадь анфас — довольно необычный пример палеолитического искусства, так как обычно животные изображались в профиль или с помощью приёма «кривой перспективы».
- В «апсиде» представлено около тысячи гравированных изображений, некоторые из них наложены на живописные рисунки. Здесь есть как животные, так и символы, в том числе единственное изображение северного оленя в Ласко.

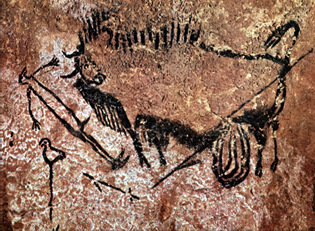
Изображение человека и бизона в «шахте»

- В «шахте» находится одна из самых загадочных сцен Ласко: падающий человек между бизоном и носорогом. У человека птичья голова, бизон поражён дротиком, а носорог будто удаляется от этой сцены. Рядом с человеком изображён удлинённый предмет, увенчанный фигурой птицы, быть может, это планка, которую привязывали к копью или гарпуну для усиления броска. На противоположной стене изображена лошадь. Кроме того, в данной композиции присутствуют две группы интересных знаков:
  - Между человеком и носорогами — три пары точек (такие же есть в глубине «кошачьего лаза» и в самой отдалённой части пещеры).
  - Под изображением человека и бизона — сложный зубчатый символ. Практически идентичные знаки можно найти и на других стенах, на остриях дротиков и на светильнике из песчаника, найденных неподалёку от этого места.

Скорее всего, в этой сцене различные предметы тесно взаимосвязаны, и притом не из-за близкого расположения животных и знаков на одной стене, как чаще всего бывает в палеолитическом искусстве. А. Леруа-Гуран считает, что эта сцена является отсылкой к мифу, смысл и значение которого практически невозможно восстановить.
В 2000 году немецкий учёный Михаэль Раппенглюк обнаружил летне-осенний треугольник (Вегу, Денеб и Альтаир), который образовывали глаза бизона, человека и птицы.

### Художественные приёмы
Среди художественных приёмов, которые использовались первобытными художниками, следует отметить следующие:
- Полихромия,
- Растушёвка,
- Перспектива,
- Незакрашенные места в картине,
- Искажённое изображение.

### Интерпретации

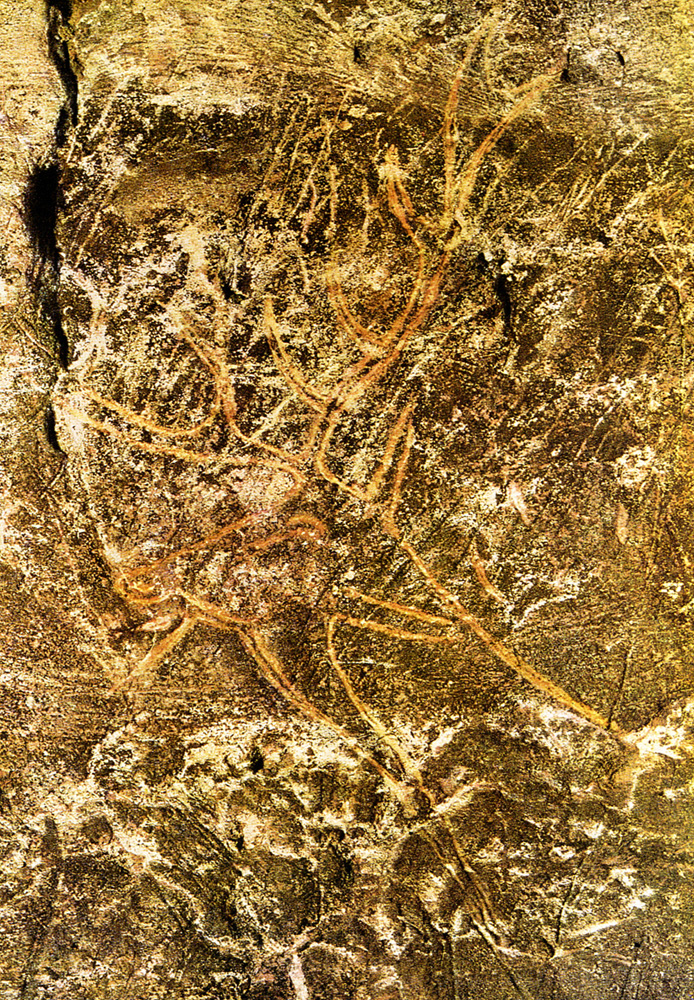
Гравированный северный олень в «апсиде»

В пещере Ласко было найдено не очень много костяных и кремнёвых орудий: судя по всему, в пещере никогда не жили и её в основном посещали ради наскальных изображений. Животные, изображённые на стенах Ласко, — те же самые, что и во многих других пещерах с наскальными изображениями во франко-кантабрийском регионе: в основном это лошади, зубры, бизоны, олени и каменные бараны. Другие изображения животных встречаются реже и часто посвящены зверям, представляющим потенциальную опасность для человека (например, медведям, носорогам и крупным животным из семейства кошачьих). Виды нарисованных животных не соответствуют тем, на которые люди палеолита охотились и которые они использовали в разнообразных целях (ради мяса, шкур, костей и т. д.). Только гравированный северный олень (хотя такая интерпретация рисунка до сих пор вызывает сомнения) был определён как животное, чьи кости есть в пещере (более 88 % из найденных).
Изображения очень реалистичны, особенно это касается телосложения и поз животных, однако художники Ласко не стремились к исчерпывающему и натуралистическому отображению действительности: на рисунках нет ни флоры, ни ландшафтов, в отличие от многих других палеолитических наскальных изображений. Несомненно, некоторые элементы рисунков несут символическую нагрузку. Такая интерпретация касается трёх пар точек, которые нашли в глубине «кошачьего лаза» и в «шахте» на границах изображений. Это же относится и к зазубренным символам, «гербам» и отдельным точкам, расположенным в разных частях пещеры.
А. Леруа-Гуран считает, что пещера Ласко была святилищем, чем-то вроде культового места для людей того времени.
Британские учёные из университетов Эдинбурга и Кента считают, что изображения из пещеры Ласко отражают факт падения на Землю крупного метеорита около 17 тыс. лет назад.

### Датировка
Ласко является одной из первых палеолитических пещер, датировка которой определялась с помощью радиоуглеродного анализа, выполненного Уиллардом Либби. Этот метод был применён при анализе древесного угля, найденного в светильниках из «шахты». Первый полученный результат (15,5 тыс. лет назад) свидетельствовал о частом посещении Ласко в эпоху мадленской культуры, но этот результат был поставлен под сомнение А. Брейлем, который считал, что наскальные изображения относятся к граветтской культуре.
Позднее были проведены дополнительные анализы, результаты которых говорили всё-таки о принадлежности к мадленской культуре. Анализ был сделан на основе древесного угля, найденного во время раскопок А. Глори в «пассаже» и «шахте». Этот уголь относился к периоду ранней и средней мадленской культуры (около 17—15 тыс. лет назад).
В 1998 году была получена датировка примерно в 18,6 тыс. лет назад: был проведён радиоуглеродный анализ и масс-спектрометрия фрагмента деревянной палки из «шахты», которые показали, что пещера часто посещалась в эпоху солютрейской культуры.
Непосредственное определение возраста живописных изображений и рисунков при помощи радиоуглеродного анализа было бы возможно в некоторых расписанных частях пещеры, если бы они были выполнены углём. Но в Ласко таких изображений нет, они были выполнены с помощью окиси марганца. Фрагменты красителей, падавшие со стен, были обнаружены при археологических раскопках в различных культурных слоях: они позволили определить, что некоторые изображения были созданы в то же время, что и некоторые найденные предметы (кремнёвые орудия, заострённые при помощи кости дротики, светильники с жиром). Но такие предметы являются характерными как для мадленской культуры, так и для солютрейской.
Поэтому на сегодняшний день нет точной датировки наскальных изображений пещеры Ласко. Хотя по мнению Н. Ожуля, существуют некоторые доказательства, что Ласко скорее относится к солютрейской культуре:
- наличие геометрических символов;
- характерное изображение рогов зубров;
- изображение человека напротив животного из семейства полорогих (в Рок-де-Сер (фр. Roc-de-Sers), относящемся к солютрейской культуре, есть рисунок человека напротив овцебыка).

## Ласко II
После закрытия пещеры для широкой публики по причине обострения проблемы сохранности наскальных изображений, в конце 1960-х годов Национальный географический институт Франции (IGN) провёл стерео-фотограмметрическую съёмку всех расписанных поверхностей пещеры. После этого сообщество, владеющее Ласко, выдвинуло предложение сделать точную копию части пещеры («осевого прохода» и «зала быков»). Проект частично финансировался за счёт продажи Ласко государству в 1972 году. Он был приостановлен в 1980 году, а затем продолжен департаментом Дордонь.
Было построено бетонное сооружение, внутри которого точно воспроизвели наскальные изображения выбранных частей Ласко благодаря ранее проведённой съёмке IGN. Воспроизведение наскальных рисунков было осуществлено группой во главе с М. Пейтраль. Копия Ласко, названная Ласко II, находится в 200 м от настоящей пещеры. Она была открыта для посещения 18 июля 1983 года. Некоторые другие репродукции живописи Ласко (олений фриз, два бизона и чёрная корова из «нефа», сцена из «шахты») были выставлены в парке То (фр. parc du Thot) в нескольких километрах от Монтиньяка.
В документальном сериале «Жизнь после людей» показали, что станет с Ласко II через первые десять лет без людей — пещера начнёт обваливаться. В то же время оригинальная пещера Ласко сохранится и не изменится в течение тысяч и возможно миллионов лет.

## Фильмография
- «Предыстория искусства», фильм Алена Жобера[фр.] из цикла «Палитры» (Франция, 1996).

## Музыка
В 1982 году английский композитор Алан Буш посетил пещеры Ласко. Под впечатлением от этого посещения он написал симфонию "Ласко" (соч.94). Премьера этой симфонии состоялась в 1986 году в Манчестере.